# Stefania tamacuarina
Stefania tamacuarina är en groddjursart som beskrevs av Myers och Donnelly 1997. Stefania tamacuarina ingår i släktet Stefania och familjen Hemiphractidae. IUCN kategoriserar arten globalt som otillräckligt studerad. Inga underarter finns listade i Catalogue of Life.